# Coupe de la Ligue danoise de football
La Coupe de la ligue danoise de football (en danois: Liga Cuppen) est une ancienne compétition de football ayant eu deux éditions, en 2005 et en 2006. Ces deux éditions sont remportées par le Brøndby IF.

## Édition 2005
La compétition oppose trois équipes : le Brøndby IF, champion du Danemark, le FC Copenhague, vice-champion ainsi que le FC Midtjylland, troisième.
Matchs
| Équipe 1       | Résultat | Équipe 2       |
| -------------- | -------- | -------------- |
| Brøndby IF     | 2 - 1    | FC Midtjylland |
| FC Copenhague  | 1 - 1    | Brøndby IF     |
| FC Midtjylland | 3 - 1    | FC Copenhague  |

Classement
Le classement est établi sur le barème de points suivant : victoire à 2 points, match nul à 1, défaite à 0.
| Rang | Équipe         | Pts | J | G | N | P | Bp | Bc | Diff |
| ---- | -------------- | --- | - | - | - | - | -- | -- | ---- |
| 1    | Brøndby IF     | 4   | 2 | 1 | 1 | 0 | 3  | 2  | +1   |
| 2    | FC Midtjylland | 3   | 2 | 1 | 0 | 1 | 4  | 3  | +1   |
| 3    | FC Copenhague  | 1   | 2 | 0 | 1 | 1 | 2  | 4  | -2   |

|  | Vainqueur de la Coupe de la ligue 2005 |

## Édition 2006
La compétition oppose trois équipes : le FC Copenhague, champion du Danemark, le Brøndby IF, vice-champion ainsi que le Viborg FF, quatrième.
| Rang | Équipe        | Pts | J | G | N | P | Bp | Bc | Diff |
| ---- | ------------- | --- | - | - | - | - | -- | -- | ---- |
| 1    | Brøndby IF    |     |   |   |   |   |    |    |      |
| 2    | FC Copenhague |     |   |   |   |   |    |    |      |
| 3    | Viborg FF     |     |   |   |   |   |    |    |      |

|  | Vainqueur de la Coupe de la ligue 2006 |